# Montegiardino
Montegiardino är en av San Marinos nio kommuner, castelli. Montegiardino har en befolkning på 818 invånare (2006) och en yta på 3,31 km².
Kommunen gränsar till Fiorentino och Faetano, samt de italienska kommunerna Monte Grimano och Sassofeltrio.

## Administrativ indelning
Acquaviva är indelat i en administrativ enhet (curazie):
- Cerbaiola

## Historia
Montegiardino tillkom efter San Marinos senaste territoriella expansion 1463.

## Externa länkar

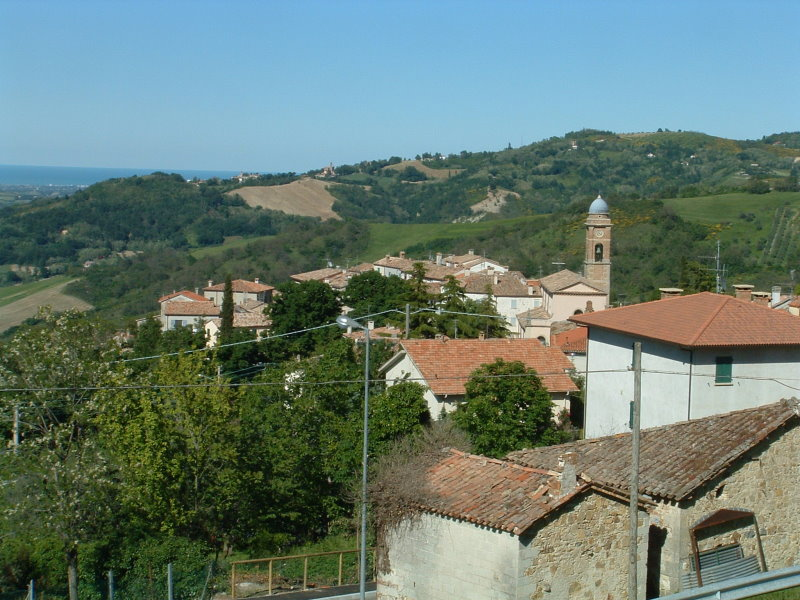
Montegiardino